# Xyzolog
Xyzolog is een computerspel dat in 1984 werd ontwikkeld en uitgegeven door Taito Corporation voor de MSX-computer. Elk level bestaat uit een scherm met obstakels en knipperende vierkanten. Het doel van het spel is met een bal vierkanten te bezoeken zonder geraakte te worden door de sterren.